# مطار جينجيانغ تشيوانتشو
مطار جينجيانغ تشيوانتشو (بالإنجليزية: Quanzhou Jinjiang Airport) (إياتا: JJN، إيكاو: ZSQZ) يقع في مدينة تشيوانتشو في جمهورية الصين الشعبية. صنف مطار جينجيانغ تشيوانتشو في المرتبة الرابعة والأربعون في الصين من حيث عدد الركاب عام 2011 وفقًا لإدارة الطيران المدني في الصين، حيث تعامل مع 1,975,836 راكب، وبلغ إجمالي حركة الطائرات (القادمة والمغادرة) 19,992 طائرة وقد بلغت كمية البضائع المنقولة عبر المطار 31,227 طن.

## شركات الطيران والجهات
| شركـات طيـران                 | الوجهات |
| ----------------------------- | --- |
| 9 Air                         | مطار قوييانغ لونغدونغابو الدولي |
| طيران آسيا                    | مطار كوالالمبور الدولي |
| Air Chang'an                  | مطار قوييانغ لونغدونغابو الدولي |
| Air Guilin                    | مطار نانينغ الدولي، مطار سوزهو جوانين، مطار تشنغتشو الدولي، مطار تشوشان بوتوشان |
| خطوط العاصمة بكين الجوية      | مطار جيزهو جيوهواشان، مطار شيان شيانيانغ الدولي |
| Chengdu Airlines              | مطار تشنغدو شوانغليو الدولي، مطار تشونغتشينغ جيانغبى الدولي، مطار قوييانغ لونغدونغابو الدولي، مطار هينغيانغ نانيوي، مطار نانيانغ يانتشنغ، مطار يويانغ |
| خطوط شرق الصين الجوية         | مطار تشنغدو تيانفو الدولي، مطار حيفي شينكياو الدولي، مطار كونمينغ جانغشوي الدولي، مطار شانغهاي بودنغ الدولي، مطار شيهيان ودانغشان، مطار ووهان الدولي، مطار ييتشانغ سانشيا |
| طيران الصين اكسبرس            | مطار شانغينغ ليوجي، مطار شينغي |
| خطوط جنوب الصين الجوية        | مطار بكين داشينغ الدولي، مطار تشانغشا هوانغوا الدولي، مطار قوانغتشو باييون الدولي، مطار هويزهو |
| China United Airlines         | مطار بكين داشينغ الدولي، مطار فوشان شادي |
| Chongqing Airlines            | مطار ووهان الدولي |
| Donghai Airlines              | مطار نانتونغ شينغ دونغ، مطار تشوهاى سانزو |
| Fuzhou Airlines               | مطار ييتشانغ سانشيا |
| Hebei Airlines                | مطار هانغتشو شياوشان الدولي |
| Joy Air                       | مطار هاربين الدولي، مطار تشنغتشو الدولي |
| خطوط جونياو الجوية            | مطار نانجينغ الدولي، مطار شانغهاي بودنغ الدولي |
| Kunming Airlines              | مطار كونمينغ جانغشوي الدولي، مطار ديهونغ مانغشي، مطار شيشوانغباننا غاسا |
| طيران لونج                    | Bazhong، مطار بيجي فيشونغ، مطار هانغتشو شياوشان الدولي، مطار كونمينغ جانغشوي الدولي |
| خطوط لاكي الجوية              | مطار تشنغتشو الدولي |
| Myanmar Airways International | Yangon |
| خطوط طيران أوكاي              | مطار تشانغشا هوانغوا الدولي، مطار تشونغتشينغ جيانغبى الدولي |
| الخطوط الجوية الفلبينية       | مطار نينوي أكوينو الدولي |
| Qingdao Airlines              | مطار تشانغتشون الدولي، مطار تشانغشا هوانغوا الدولي، Chenzhou، مطار قويلين يانغ جيانغ الدولي، مطار هاربين الدولي، مطار هوايان ليانشوي، مطار كونمينغ جانغشوي الدولي، مطار لانتشو تشونغ تشوان ، مطار ليني شوبولينغ، مطار نانتونغ شينغ دونغ، مطار قيانجيانغ والينغشان، مطار غينغادو جياودونغ الدولي، مطار تشانغجياجيه هيهوا، مطار تشوشان بوتوشان، مطار تشوهاى سانزو |
| Ruili Airlines                | مطار تينغشونغ توفينغ |
| خطوط شاندونغ الجوية           | مطار قوييانغ لونغدونغابو الدولي، مطار جينان الدولي، مطار تشوشان بوتوشان |
| خطوط شينزين الجوية            | مطار بكين العاصمة الدولي، مطار تشانغتشون الدولي، مطار تشانغشا هوانغوا الدولي، مطار تشانغتشو بيننو، مطار تشنغدو شوانغليو الدولي، مطار قوانغتشو باييون الدولي، مطار قويلين يانغ جيانغ الدولي، مطار حيفي شينكياو الدولي، مطار هونغ كونغ الدولي، مطار كونمينغ جانغشوي الدولي، مطار نانجينغ الدولي، مطار نانينغ الدولي، مطار نانتونغ شينغ دونغ، مطار شانغهاي بودنغ الدولي، مطار شنيانغ الدولي، مطار شينزين باوان الدولي، مطار تاييوان وسو الدولي، مطار تيانجين الدولي، مطار وانتشو وتشياو، مطار ووهان الدولي، مطار سنن شوفانغ الدولي، مطار شيان شيانيانغ الدولي، مطار شانغينغ ليوجي، مطار يانتاي بينجلاي الدولي، مطار ينتشوان خه دونغ، مطار يونتشنغ قوانقونغ، Zhanjiang، مطار تشنغتشو الدولي، مطار تشوشان بوتوشان |
| خطوط سيتشوان الجوية           | مطار تشنغدو تيانفو الدولي، Dazhou، مطار لوئهو يونلونغ، مطار أورومتشي الدولي |
| سبرينغ (شركة طيران)           | مطار جينغقانغشان، مطار لانتشو تشونغ تشوان، مطار غيونغهاي بواو، مطار شانغهاي هونغكياو الدولي، مطار شنيانغ الدولي، مطار شيجياتشوانغ تشنغدينغ الدولي |
| طيران آسيا (تايلاند)          | مطار تشيانغ مي |
| طيران التبت                   | مطار قوييانغ لونغدونغابو الدولي، مطار لاسا الدولي |
| West Air ‏                     | مطار تشانغشا هوانغوا الدولي، مطار تشنغدو تيانفو الدولي، مطار تشونغتشينغ جيانغبى الدولي، مطار جينان الدولي، مطار ساني ليجيانغ، مطار نانينغ الدولي، مطار سانيا فينيكس الدولي، مطار سوزهو جوانين، مطار تشنغتشو الدولي |
| خطوط زيامن الجوية             | Ankang، مطار بكين داشينغ الدولي، مطار تشانغتشون الدولي، مطار تشانغشا هوانغوا الدولي، مطار تشنغدو تيانفو الدولي، مطار تشونغتشينغ جيانغبى الدولي، مطار داليان الدولي، مطار فرانسيسكو بانجوي الدولي (معلقة)، Ezhou، مطار قوانغتشو باييون الدولي، مطار قويلين يانغ جيانغ الدولي، مطار قوييانغ لونغدونغابو الدولي، مطار هايكو ميلان الدولي، مطار هانغتشو شياوشان الدولي، مطار هاربين الدولي، مطار هوهوت بايتا الدولي، مطار هونغ كونغ الدولي، مطار هوايان ليانشوي، مطار جينان الدولي، مطار كونمينغ جانغشوي الدولي، مطار لانتشو تشونغ تشوان، Lianyungang، مطار لوئهو يونلونغ، مطار ماكاو الدولي، مطار نينوي أكوينو الدولي، مطار ميانيانغ نانيجو، مطار نانجينغ الدولي، مطار نانينغ الدولي، مطار غينغادو جياودونغ الدولي، مطار شانغهاي هونغكياو الدولي، مطار شنيانغ الدولي، مطار شيجياتشوانغ تشنغدينغ الدولي، مطار تايوان تاويوان الدولي، مطار تاييوان وسو الدولي، مطار تيانجين الدولي، مطار أورومتشي الدولي، مطار ووهان الدولي، مطار شيان شيانيانغ الدولي، مطار شينينغ الدولي، مطار ينتشوان خه دونغ، مطار تشنغتشو الدولي، مطار تشوشان بوتوشان، مطار تشوهاى سانزو، مطار رينهواي ماوتاي |